# 文化防衛論
『文化防衛論』（ぶんかぼうえいろん）は、三島由紀夫の評論。昭和元禄と呼ばれた昭和40年代前半、学生運動がピークに達した時代に発表され、各界の論義を呼んだ三島由紀夫の論理と行動の書。高度経済成長が実現し、世間では3Ｃ（クーラー・カー・カラーテレビ）の耐久消費財が新・三種の神器として喧伝され、戦後文化が爛熟していた時期に、あえて「天皇」を打ち出した三島の代表的評論である。日本の伝統文化の危機に、「菊と刀」のまるごとの容認の必要性を説きつつ、その円環の中心となる「文化概念としての天皇」の意義を論じている。

## 発表経過
1968年（昭和43年）、雑誌『中央公論』7月号に掲載され、初版単行本は翌年1969年（昭和44年）4月25日に新潮社より刊行された。同書には他の評論や講演も収録されている。
翻訳版は、フランス語（仏題：Défense de la culture）で雑誌『Esprit』『février』（1973年）に掲載された。

## 内容・あらまし
文化主義と逆文化主義
「華美な風俗」だけが氾濫する戦後の日本文化の衰退や形骸化を「近松も西鶴も芭蕉もゐない昭和元禄」と皮肉る三島由紀夫は、何故そのように「詩の深化」を忘れた文化に陥ったのかを探り、その原因を、戦後の占領政策から端を発した外務官僚や文化官僚の手による「〈菊と刀〉の永遠の連環を絶つ」政策にあると指摘し、それは社会主義国や革新政党の文化綱領とも共通する〈文化主義〉、つまり「文化をその血みどろの母胎の生命や生殖行為から切り離して、何か喜ばしい人間主義的成果によつて判断しようとする一傾向」の支配にあると断じる。
その〈文化主義〉とは、「市民道徳の形成に有効な部分だけを活用し、有害な部分を抑圧すること」であり、文化を〈もの〉（博物館的な死んだ文化）として観賞する「寛大な享受者」の芸術主義により、安全に管理された平和な〈人類共通の文化財〉であり、対外的には「日本の免罪符」ともなり、大衆的ヒューマニズムを基盤とした「見せかけの文化尊重」である。
そのような偏った〈文化主義〉は、一度ひっくり返れば、中国共産党の文化大革命のような、革命精神のために「目に見える一切の文化」を全て破壊せしめる〈逆の文化主義〉〈裏返しの文化主義〉にも通じ、非武装平和・平和憲法精神のためなら、日本は一切無抵抗で外敵に皆殺しにされてもかまわないという極論に直結するものである。
日本文化の国民的特色
生きた文化とは、単なる〈もの〉ではなく、「行動及び行動様式」をも包含した「一つの形（フォルム）」であり、「国民精神が透かし見られる一種透明な結晶体」である。日本文化は、「行動様式自体を芸術作品化する特殊な伝統」を持ち、「動態」を無視できない。三島は日本文化の「フォルム」をこう説明する。
また、日本文化は、「オリジナルとコピーの弁別」を持たない。伊勢神宮の20年毎の式年造営のように、いわばコピーに「オリジナルの生命」が託され、「コピー自体がオリジナルになる」のである。これは天照大神と各代の天皇との関係と同じである。
国民文化の三特色
日本文化の特質は「再帰性」「全体性」「主体性」の三つに要約される。「再帰性」とは、文化が過去にのみに属する「完結したもの」ではなく、現代の日本人の主体に蘇り、現在の時に「連続性と再帰性」が喚起されることである。「全体性」とは、文化を道徳的に判断するのではなく、倫理を「美的」に判断し、〈菊と刀〉を「まるごと容認」することである。文化とは本来は「改良」も「進歩」も「修正」も不可能なものであり、包括的に保持するべきものである。「主体性」とは、文化創造の主体者たる個人における「形（フォルム）」の継承である。人間が「主体なき客観性」に依拠した単なるカメラや機能であってはならない。
何に対して文化を守るのか
このような日本文化の「全体性と連続性の全的な容認」が大事であり、現代の日本では「刀」（尚武の要素）が絶たれた結果、「際限のないエモーショナルなだらしなさ」が氾濫し、かたや戦時中は『源氏物語』などが発禁、言論統制されて「菊」（文雅の要素）が絶たれた結果、逆方向に偏ったのである。よって圧制者の「ヒステリカルな偽善」から、文化のまるごとの容認、包括性を守らなければならない。三島は防衛についてこう説明する。
そして、もしも「守るべき対象」が、「生命の発展の可能性と主体」のない「受動的」なだけの存在で、守る側と守られる側との間に「同一化の機縁」がなければ、単なる博物館の宝石と護衛のような脆弱な関係性しか生じず、最終的には、敵との極限状態においてパリ開城のような「敗北主義」あるいは、「守られるべきものの破壊」に終わる可能性を秘めている。よって、「〈文化を守る〉といふ行為」にも、「文化自体の再帰性と全体性と主体性への、守る側の内部の創造的主体の自由の同一化」が予定されていなければならず、文化を防衛する行為自体が一つの文化的行為になり、そこに「文化の本質的な性格」が現われるのである。
創造することと守ることの一致
われわれが守る対象は、思想でも政治形態でもなく、「日本文化」であるが、その〈守る行為〉はおのずから「生命の連続性を守るための自己放棄」の性質をも帯びる。このような「献身的契機」のない文化の「不毛の自己完結性」が〈近代性〉と呼称され、「自我分析と自我への埋没といふ孤立」により文化の不毛に陥る。「文武両道」とは、「主体と客体の合一」が目睹され、「創造することが守ること」となり、「守ること自体が革新することであり、同時に〈生み〉〈成る〉こと」である。
戦後民族主義の四段階
〈菊と刀〉をまるごと包括する文化を連続させうる「共同体原理」は戦後解体されてしまったものの、「情動的要素」を含む「民族主義」は、戦後のあらゆる局面に現われた。第一には、占領下の一時的な革命空想や、吉田内閣における平和憲法を逆手にとった政策の成功にも民族主義が潜在し、第二には、東京オリンピックにおける民族主義的ピーク、第三には、エンタープライズ事件を契機に、支柱をなくした「国民の自主防衛意識」が、反政府と反米とベトナム戦争反対と結びつき共産主義に利用された。よって共産主義（左）にもファシズム（右）にも利用されやすい「民族主義のみ」を「国家」に代るものとする危険性は、これからも内包されている。
米国のような多民族国家とは違い、すでに文化伝統・言語統一のなされている日本での文化の連続性は、「民族と国との非分離にかかつてゐる」のであり、「民族主義」に対して国家が「受身」になるという状況はありえず、日本には真の意味での「異民族問題」はない。従って、あえて「在日朝鮮人問題」を〈抑圧されて激発する異民族〉という米国の黒人問題のイメージと重ねて内部問題化させる左翼の意図は、「分離状況の強調」であり、最終的に「国を否定して民族を肯定しようとする」戦術的政治手段である。このような第四の、日本を「非分離」に導こうとする〈手段としての民族主義〉に騙されてはならない。三島は次にやって来る時代の、その変容する政治的イメージをこう説明する。
文化の全体性と全体主義
日本民族の「合意」とは、「日本がその本来の姿に目ざめ、民族目的と国家目的が文化概念に包まれて一致すること」にあり、その「鍵」は「文化にだけある」のである。〈菊と刀〉をまるごと容認する政体の実現性は、「エロティシズムを全体的に容認する政体」は可能であるかという問題に近い。左右の「全体主義」は、文化の「全体性」（文雅と尚武の包括）を敵視するものである。
「言論の自由」はときには文化の腐敗を招く欠点はあるものの、相対的にはこれを保障する政体が実務的なものとして最善である。しかし自由そのものは内部から蝕まれる危惧があるため、唯一イデオロギーに対抗しうる「文化共同体の理念の確立」が必要となり、「文化の無差別包括性」を保持するために、「文化概念としての天皇」の登場が要請されるのである。
文化概念としての天皇
文化概念としての天皇は、〈菊と刀〉を包括した日本文化全体の「時間的連続性と空間的連続性の座標軸」（中心）であり、「国と民族の非分離の象徴」である。〈みやび〉の文化は、危機や非常時には「テロリズムの形態」さえ取る。孝明天皇の大御心に応えて起った桜田門外の変の義士はその例であり、天皇のための蹶起は、文化様式に背反せぬ限り、容認されるべきであったが、西洋的立憲君主政体に固着した昭和の天皇制は、二・二六事件の「みやび」を理解する力を喪っていた。よって文化概念としての天皇は、国家権力の側だけではなく、「無秩序」の側に立つこともある。もしも権力の側が「国と民族を分離」せしめようとするならば、それを回復するための「変革の原理」ともなるのである。
日本の文化を防衛する行為自体が文化的行為であり、その「再帰性」「全体性」「主体性」により、守る行為自体が守られるべき対象であるという論理の円環の中心には、日本文化の「窮極の価値自体（ヴェルト・アン・ジッヒ）」である「文化概念としての天皇」が存立し、「〈菊と刀〉の栄誉が最終的に帰一する根源」が天皇なのである。よって軍事上の栄誉も、文化勲章同様に、文化概念としての天皇から付与されなければならない。それは、政治概念によって天皇が利用されることを未然に防ぐことでもあり、「天皇と軍隊を栄誉の絆でつないでおくこと」こそ、日本および日本文化の危機を救う防止策となるのだと三島は提起する。

## 評価・研究
『文化防衛論』は、橋川文三の「文化概念としての天皇は、政治概念としての天皇にすりかわり、これが忽ち文化の全体性の反措定になることは、すでに実験ずみではないか」という疑問に対して、三島がそれに反論した以下の文に三島の基本的立場が明確になっているとされ、日本の「権力」という問題が浮上していた1960年代の「ラディカリズムの季節」の戦後的なものが、三島の文化天皇論を発現させ、「行動の死の原理を内包する思想」の実現へ進展させた背景だと鈴木貞美は解説している。
野口武彦は、三島が『文化防衛論』の中で、現代の文化の衰弱の要因に、〈刀〉の要素が排除されていると指摘していることを鑑みて、この三島の主張が、実際の「〈刀〉の復権要求の色彩を帯び」て、自衛隊の体験入隊や「楯の会」結成へと繋がっていったと解説している。
福田和也は、『文化防衛論』と同時期に発表され、同時収録されている『反革命宣言』で三島が以下のように述べている一節を挙げながら、一回性の〈戦ひ〉に賭ける三島にとり、「戦後日本との決別」は、「純粋な、至上の一回性の回復」に他ならず、「決定的な一回性を賞揚することは、そのまま実践へと結びつかざるをえない」とし、「有効か否か」といった「実践との隔壁」を持たない、その純粋行動の「決意」が「他者との区別」も消すのは、「一人一人の事情や境遇などは無意味であり、唯一の違いは、やるか、やらないか、立つか、立たないかだけ」であるからだと解説し、「〈立つか否か〉という二者択一を読者につきつけることで、三島は不敵かつ不吉な扇動者となった。ならざるをえなかった」と考察している。
『中央公論』において発表した当時、『読売新聞』（担当林房雄）と『東京新聞』（担当林健太郎）の時評では好意的に取り上げらたが、『朝日新聞』（担当長洲一二）と『毎日新聞』（担当社内記者）の時評では黙殺された。

## おもな収録刊行本

### 単行本
- 評論集『文化防衛論』（新潮社、1969年4月25日） NCID BN01536012
  - 紙装。緑色帯。268頁。本扉に一橋大学小平校舎でのティーチ・イン写真1葉。
  - 付録：本書関連日誌（1968年）。巻末に初出データ
  - 収録作品：
    - ［第一部 論文］として、「反革命宣言」「反革命宣言補註」「文化防衛論」「橋川文三への公開状」「『道義的革命』の論理――磯部一等主計の遺稿について」「自由と権力の状況」
    - ［第二部 対談］として、「政治行為の象徴性について」（対：いいだもも）
    - ［第三部 学生とのティーチ・イン］として、「テーマ・『国家革新の原理』――於　一橋大学（小平）、早稲田大学、茨城大学」
    - 「あとがき」
- 文庫版『裸体と衣裳』（新潮文庫、1983年12月25日） 
  - カバー装画：荒川修作。解説：西尾幹二
  - 収録作品：「裸体と衣裳――日記」「ドルヂェル伯の舞踏会」（三島の評論）、「戯曲を書きたがる小説書きのノート」「空白の役割」「芸術にエロスは必要か」「現代小説は古典たり得るか」「谷崎潤一郎論」「変質した優雅」「文化防衛論」
- 文庫版『文化防衛論』（ちくま文庫、2006年11月10日）
  - カバーデザイン：神田昇和
  - 付録：本書関連日誌（1968年）
  - 解説：福田和也「扇動者としての三島由紀夫」
  - 収録作品：
    - ［第一部 論文］として、「反革命宣言」「反革命宣言補註」「文化防衛論」「橋川文三への公開状」「『道義的革命』の論理――磯部一等主計の遺稿について」「自由と権力の状況」
    - ［第二部 対談］として、「政治行為の象徴性について」（対：いいだもも）
    - ［第三部 学生とのティーチ・イン］として、「テーマ・『国家革新の原理』――於　一橋大学（小平）、早稲田大学、茨城大学」
    - 「あとがき」「果たし得ていない約束―私の中の二十五年」
- 文庫版『近代浪漫派文庫42 三島由紀夫』（新学社、2007年7月）
  - カバー装画：パウル・クレー。旧かな遣い
  - 収録作品：「十五歳詩集」「花ざかりの森」「橋づくし」「憂国」「三熊野詣」「卒塔婆小町」「太陽と鉄」「文化防衛論」

### 全集
- 『三島由紀夫全集33巻（評論IX）』（新潮社、1976年1月25日）
  - 装幀：杉山寧。四六判。背革紙継ぎ装。貼函。旧字・旧仮名遣い。
  - 月報：安部公房「反時代的な、あまりに反時代的な…」。《評伝・三島由紀夫33》佐伯彰一「三島由紀夫以前（その9）」。《三島由紀夫論8》田中美代子「失楽園者の楽園」。
  - 収録作品：昭和42年4月から昭和44年1月の評論101篇。
  - ※ 同一内容で豪華限定版（装幀：杉山寧。総革装。天金。緑革貼函。段ボール夫婦外函。A5変型版。本文2色刷）が1,000部あり。
- 『決定版 三島由紀夫全集35巻・評論10』（新潮社、2003年10月10日）
  - 装幀：新潮社装幀室。装画：柄澤齊。四六判。貼函。布クロス装。丸背。箔押し2色。旧仮名遣い。
  - 月報：E・G・サイデンステッカー「鮮明な人物像」。浅田次郎「複雑な父」。［思想の航海術10］田中美代子「矢は引き絞られて」
  - 収録作品：［評論］昭和43年5月から昭和44年12月までの評論144篇。「文化防衛論」「若きサムラヒのための精神講話」「栄誉の絆でつなげ菊と刀」「私の自主防衛論」「篠山紀信論」「日本の歴史と文化と伝統に立つて」「東大を動物園にしろ」「自衛隊二分論」「日本文学小史」「行動学入門」「日本文化の深淵について」「日本とは何か」「『楯の会』のこと」ほか